# Нур-ахум
Нур-ахум — цар Ешнунни, правив у кінці XXI століття до н. е.
Сучасник царя Ісіна Шуілішу. Мабуть, спираючись на союз з Ісіном, заклав основи могутності Ешнунни; відбудував стіни міста; розгромив хурритські племена Субарту, причому в битві вбив їх вождя; приєднав до держави Тутуб; відбив навалу еламітів.
Правив не менше 8 років. Йому спадкував Кірікірі.